# Roger Horné

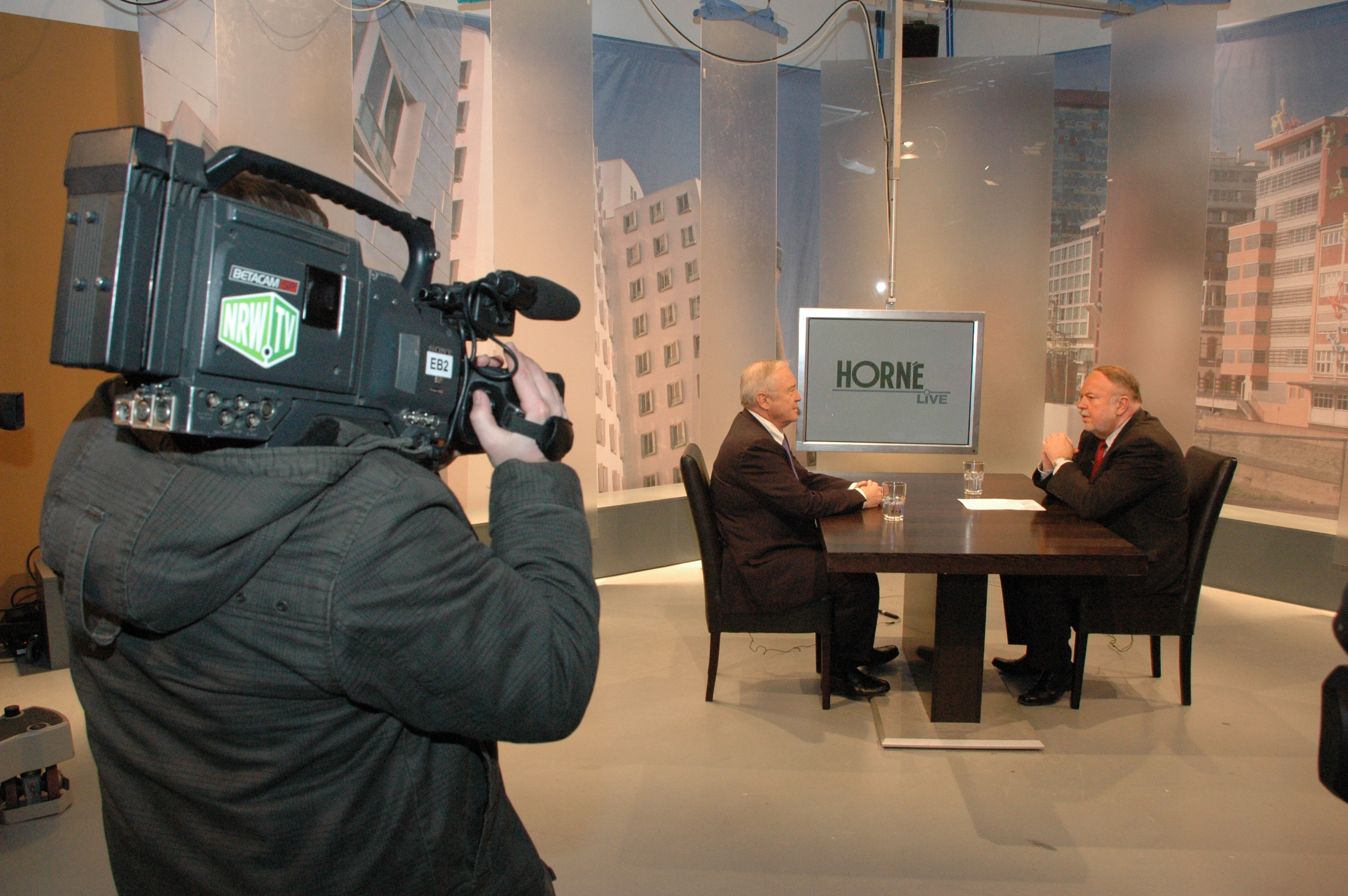
Roger Horné (rechts) und William Timken (2008)

Roger Horné (* 8. Oktober 1946 in Frankfurt am Main; † 18. Juli 2015 in S’Alqueria Blanca, Santanyí, Mallorca) war ein deutscher Journalist und Fernsehmoderator.

## Leben
Horné, der Sohn eines Journalisten, absolvierte nach Abschluss seiner schulischen Ausbildung in Bonn eine Ausbildung zum Wohnungswirtschaftler. Danach wandte er sich dem Journalismus zu und arbeitete zunächst als freier Mitarbeiter für verschiedene Rundfunkanstalten, unter anderem RTL und im Bereich der ARD.
Parallel dazu studierte er in Berlin an der FU Berlin im Fachbereich Kommunikationswissenschaft und beendete dieses Studium mit dem akademischen Grad eines lic. rer. publ. Nach seinem Abschluss arbeitete er als Hörfunkreporter für politische Magazinsendungen der ARD-Anstalten, unter anderem auch als Parlamentsjournalist in Bonn, später dann als Redakteur für Hörfunk und TV für die Deutsche Welle. Für den rheinland-pfälzischen Privatradiosender RPR1 berichtete er im August 1988 live über die Geiselnahme von Gladbeck. In der Sparte Fernsehen der Deutschen Welle war er unter anderem verantwortlich für die ersten Co-Produktionen mit dem zypriotischen und ägyptischen Fernsehen.
Hinzu kamen Reportagen und Features von verschiedenen Krisenschauplätzen der Erde, so zum Beispiel aus Nahost, Nicaragua, Slowenien, Kroatien, Bosnien und Kuba. Später ging er zum Aufbau des Privat-Fernsehsenders RTL plus nach Luxemburg und war für den Aufbau der Magazinredaktion dort mitverantwortlich.
Danach schlossen sich Auslandsstationen in London, Warschau und Riga an.
Seit dem Sendestart von n-tv war er als Auslands-Korrespondent für den Sender aktiv. Er leitete als Chef-Korrespondent mehr als 13 Jahre das Studio Washington, D.C. und war auch für die Studios London, Moskau und Brüssel verantwortlich.
Parallel zu seiner Rundfunk- und Fernsehtätigkeit schrieb Horné für Printmedien wie zum Beispiel Vorwärts, WAZ, NRZ, Westfalenpost und das US-Monatsmagazin The Washingtonian. Per Telefoninterview war Horné regelmäßig in der Sendung GIGA real als USA-Experte zugeschaltet.
Roger Horné war während seiner Zeit als Auslandskorrespondent Gast in Diskussionsrunden des US-Fernsehens, so zum Beispiel bei CNN, CNN International, CBS, Fox News und C-Span. Dies führte auch zu zahlreichen Teilnahmen an Diskussionen bei US-Think-Tanks wie zum Beispiel CSIS oder Brookings.
Er berichtete über den Bürgerkrieg auf dem Balkan, den Zweiten Golfkrieg aus Israel, die Geiselnahme in der japanischen Botschaft in Lima, Peru, von sieben G-8-Gipfeln, kommentierte 9/11 und die Folgezeit in New York und Washington und den Dritten Golfkrieg aus Washingtoner Sicht.
Nach seiner Rückkehr nach Deutschland moderierte Roger Horné ab Frühjahr 2005 zusammen mit Uta Fußangel ein Jahr lang die Sendung Guten Morgen NRW beim Privatsender NRW.TV. Seit September 2006 moderierte er dort montags bis freitags die Talksendung Horné Live. Zu Gast waren in der Sendung Spitzenpolitiker, Wirtschaftsführer und Vertreter aus Wissenschaft und Kultur. Ferner moderierte er das Format Horné goes Music bei NRW.TV.